# Polygala misella
Polygala misella är en jungfrulinsväxtart som beskrevs av L. Bernardi. Polygala misella ingår i släktet jungfrulinssläktet, och familjen jungfrulinsväxter. Inga underarter finns listade i Catalogue of Life.